# والي جيربر
والي جيربر (بالإنجليزية: Wally Gerber) هو لاعب كرة قاعدة أمريكي، ولد في 18 أغسطس 1891 في كولومبوس في الولايات المتحدة، وتوفي بنفس المكان في 19 يونيو 1951.

## وصلات خارجية
- والي جيربر على موقعبيزبول رفرنس.كوم (الدوري الرئيسي) (الإنجليزية)
- والي جيربر على موقعبيزبول رفرنس.كوم (الدوري الثانوي) (الإنجليزية)
- والي جيربر على موقع جمعية أبحاث البيسبول الأمريكية (الإنجليزية)